# Hombres de su vida
Hombres de su vida es una pintura del año1962 realizada por el artista estadounidense Andy Warhol. La obra está hecha en blanco y negro e inspirada en la vida de Elizabeth Taylor.

## Descripción
Es una serie de fotos que muestra los hombres más importantes en la vida de Elizabeth Taylor, incluyendo su tercer marido Mike Todd y su futuro marido Eddie Fischer.

## Historia y precio
La pintura estuvo vendida en 63.4 millonesde dólares en el año 2010 por Phillips de Pury & Co. La suma final fue una sorpresa incluso para los organizadores, que evaluaron la pintura en 40 millones de dólares inicialmente. El nombre del nuevo propietario no fue revelado al público.